# Derris guilleminianus
Derris guilleminianus là một loài thực vật có hoa trong họ Đậu. Loài này được (Tul.) N.F. Mattos miêu tả khoa học đầu tiên năm 1988.